# 立訊精密
立訊精密（英語：Luxshare Precision Industry Co., LTD.；英语缩写：LUXSHARE-ICT；深交所：002475）全称是立訊精密工業股份有限公司，是中国的精密制造业公司，业务主要为消费电子（2021年占公司收入87%），此外涉及通信及汽车等领域。
立讯精密总部位于广东省深圳市宝安区，于深交所上市。董事长及总经理为创始人王来春。

## 历史
2004年，由王来春和王来胜兄妹創立于广东深圳，王来春原为富士康生产流水线女工。公司主要業務為生產和銷售連接器，可應用于3C（電腦、通訊、消費電子）和汽車等方面。富士康為立訊精密的主要客戶之一。
2009年，郭台強旗下公司富港電子（天津）有限公司收購立訊精密3.08%的股權。2010年，立訊精密於深圳證券交易所上市，集資4.86億元。
立讯多年来逐步提高了在苹果产业链中的地位。
2020年，立讯精密成为首个代工iPhone的中国大陆企业；在此之前，公司仅为苹果代工AirPods耳机系列产品。
2023年1月，据英国金融时报报道，苹果公司预计以立讯代工高端的iPhone Pro机型，打破富士康此前的高端iPhone独家供应商地位。据报，此前立讯已在昆山的工厂少量生产iPhone 14 Pro Max。
2023年2月，据《日经亚洲》援引未具名的消息来源称，苹果公司已决定将立讯精密纳入其开发第一代增强现实设备的规划。

## 产品
- 消费电子产品
- 企业级及通讯产品
- 汽车及医疗产品